# Cooper (Teksas)
Cooper – miasto w Stanach Zjednoczonych, w stanie Teksas, w hrabstwie Delta. W 2000 roku liczyło 2 150 mieszkańców.